# Ставереє-Міхаловента
Ставереє-Міхаловента (пол. Stawiereje-Michałowięta) — село в Польщі, у гміні Шепетово Високомазовецького повіту Підляського воєводства.
Населення — 42 особи (2011).
У 1975-1998 роках село належало до Ломжинського воєводства.

## Демографія
Демографічна структура станом на 31 березня 2011 року:
|          | Загалом | Допрацездатний вік | Працездатний вік | Постпрацездатний вік |
| -------- | ------- | ------------------ | ---------------- | -------------------- |
| Чоловіки | 24      | 8                  | 13               | 3                    |
| Жінки    | 18      | 6                  | 9                | 3                    |
| Разом    | 42      | 14                 | 22               | 6                    |